# Jean-Baptiste Orpustan
Jean-Baptiste Orpustan (Ossès, 3 de octubre de 1934) es un docente francés, profesor emérito de la Universidad Michel de Montaigne Bordeaux III, especialista en lexicografía, lingüística histórica, literatura, onomástica y traducción del vasco.

## Biografía
En 1990 fue director de la Unidad de Investigación Asociada 1055 del CNRS.
Fue cofundador, con el profesor y antropólogo Pierre Bidart, de las ediciones Izpegi, de Sant-Étienne-de-Baïgorry. Participó también en el nacimiento de la revista Lapurdum, publicada por el centro de investigaciones sobre lengua y textos vascos IKER, con el concurso de la facultad pluridisciplinaria de Bayona.

## Publicaciones
- Toponymie Basque : noms des pays, communes, hameaux et quartiers historiques de Labourd, Basse-Navarre et Soule, Bordeaux, Presses Universitaires de Bordeaux, col. « Centre d'études linguistiques et littéraires basques », 1997, 194 p. (ISBN 2867810957 y 9782867810954)
- La Révolution française dans l'histoire et la littérature basques du xixe siècle (actes du colloque international tenu à la faculté pluridisciplinaire de Bayonne les 28 et 29 juin 1993), Saint-Étienne-de-Baïgorri - Izpegi, 1994.
- Dictionnaire toponymique des communes, Pau - Cairn Institut occitan, 2005.
- Nouvelle toponymie basque: noms des pays, vallées, communes et hameaux, Pessac, Presses Universitaires de Bordeaux, coll. « Centre d'études linguistiques et littéraires basques », 2006, 246 p. (ISBN 2867813964 y 9782867813962).
- 1789 et les Basques, URA 1055 du CNRS, 1991, 255 pp.
- La langue basque au Moyen Âge: ixe – xve siècles, 1999, 356 pp.
- La langue basque parmi les autres: URA 1055 du CNRS. Colloque international, 1994, 187 pp.
- Précis d'histoire littéraire basque, 1545-1950: cinq siècles de littérature en euskara, 1996, 298 pages.
- Les noms des maisons médiévales en Labourd, Basse-Navarre et Soule, Éditions Izpegi, 2000, 496 pp.